# إلسا نونيز
إلسا نونيز هي رسامة دومينيكانية، ولدت في 1943 في سانتو دومينغو في جمهورية الدومينيكان.

## وصلات خارجية
- الموقع الرسمي